# 30449 Caldas
30449 Caldas è un asteroide della fascia principale. Scoperto nel 2000, presenta un'orbita caratterizzata da un semiasse maggiore pari a 2,832871 UA e da un'eccentricità di 0,131459, inclinata di 10,729049° rispetto all'eclittica.